# Kanonen
För andra betydelser, se Kanon (olika betydelser).
Kanonen var en berg- och dalbana på nöjesparken Liseberg i Göteborg. Den öppnade år 2005 och var då den första av sitt slag i Norden. Den sista åkturen gjordes den 30 december 2016, varpå åkattraktionen monterades ner och ersattes av den nya berg- och dalbanan Valkyria som hade premiär i augusti 2018.
2010 var Kanonen den femte mest besökta åkattraktionen på Liseberg med 651 000 åk.

## Åkbeskrivning
Kanonen var en explosiv berg- och dalbana där tåget sköts ut från stationen och nådde sin toppfart på 75 km/h efter 1,84 sekunder. Efter att ha passerat över Mölndalsån, gjorde tåget en 90-gradersstigning upp på en 24 meter hög puckel och därefter en lika brant backe ner från puckeln. Detta följes av en mindre puckel och därefter en 20 meter hög loop. Efter ett antal överdoserade kurvor åkte tåget in i en 360-graders heartroll – en rotation runt sin egen axel – innan tåget åter var tillbaka i stationsbyggnaden, 50 sekunder efter starten. Lisebergs officiella åktid angavs till 1 minut och 13 sekunder, som inkluderade kötid bakom framförvarande tåg.[källa behövs]

### Loop och heartroll
I Kanonen befann sig åkaren uppochner vid två tillfällen. Det första tillfället var en loop med en 90-gradersstigning som slog över till 180 grader så att åkaren befann sig uppochner innan turen fortsatte ner igen. Ofta anpassas en loops höjd så att gravitationkraften saktar in tåget på toppen av loopen så att det nästan stannar. Detta användes som en spänningshöjare i Kanonen.[källa behövs]
Det andra tillfället då åkaren befann sig uppochner i Kanonen var i den så kallade heartrollen i slutet av åkturen. När en räls vrider sig 360 eller 180 grader om sin egen axel kallas det för en skruv respektive halvskruv då rotationscentrum är vid åkarens fötter och övriga kroppen roterar runt rotationscentrum. Vid en heartroll (eller heartlineroll), som i Kanonen, befinner sig rotationscentrum istället i höjd med åkarens hjärta. Åkarna i Kanonen snurrade runt längs banan med bröstkorgen som rotationscentrum.[källa behövs]

## Bilder och video

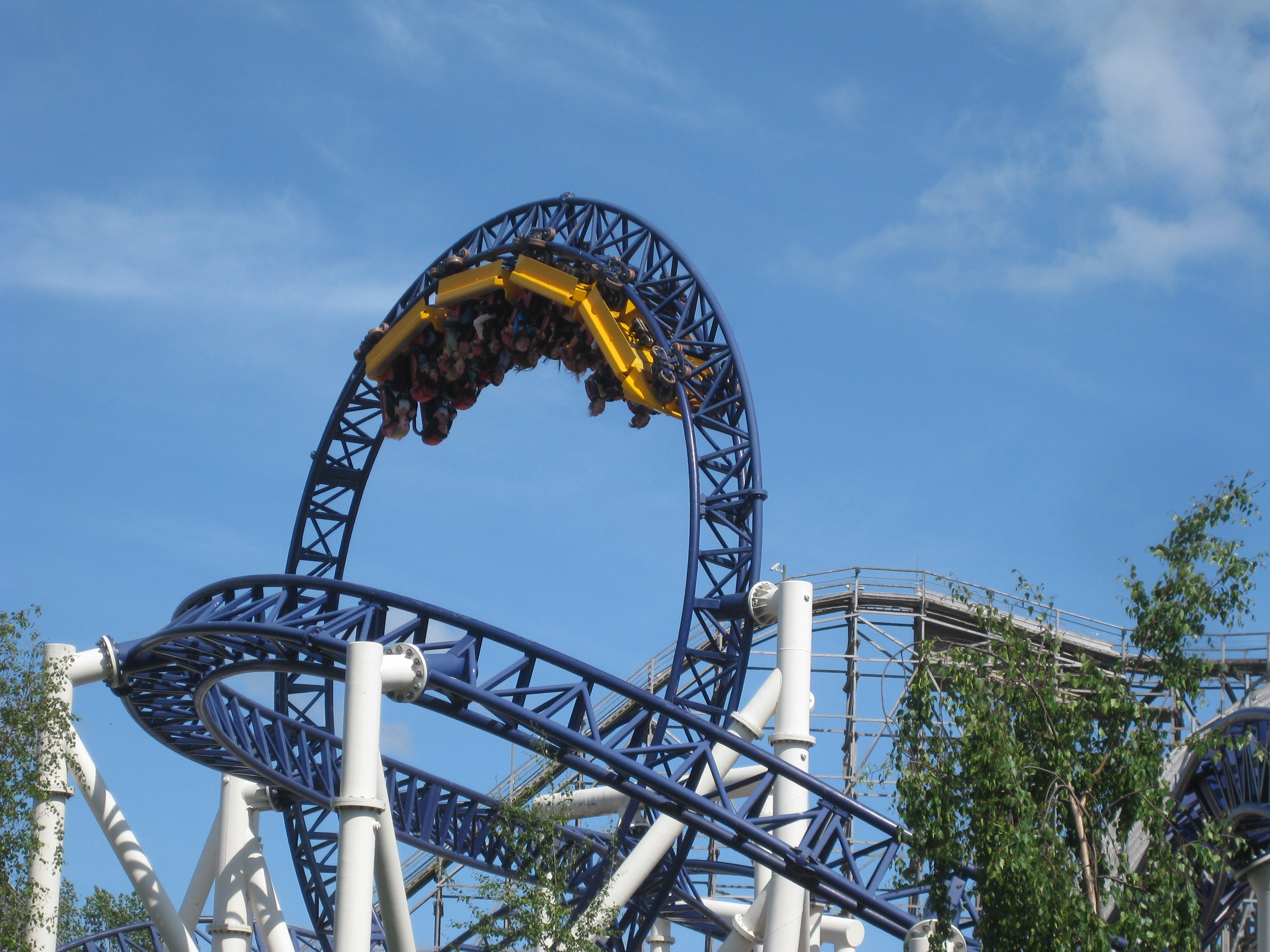
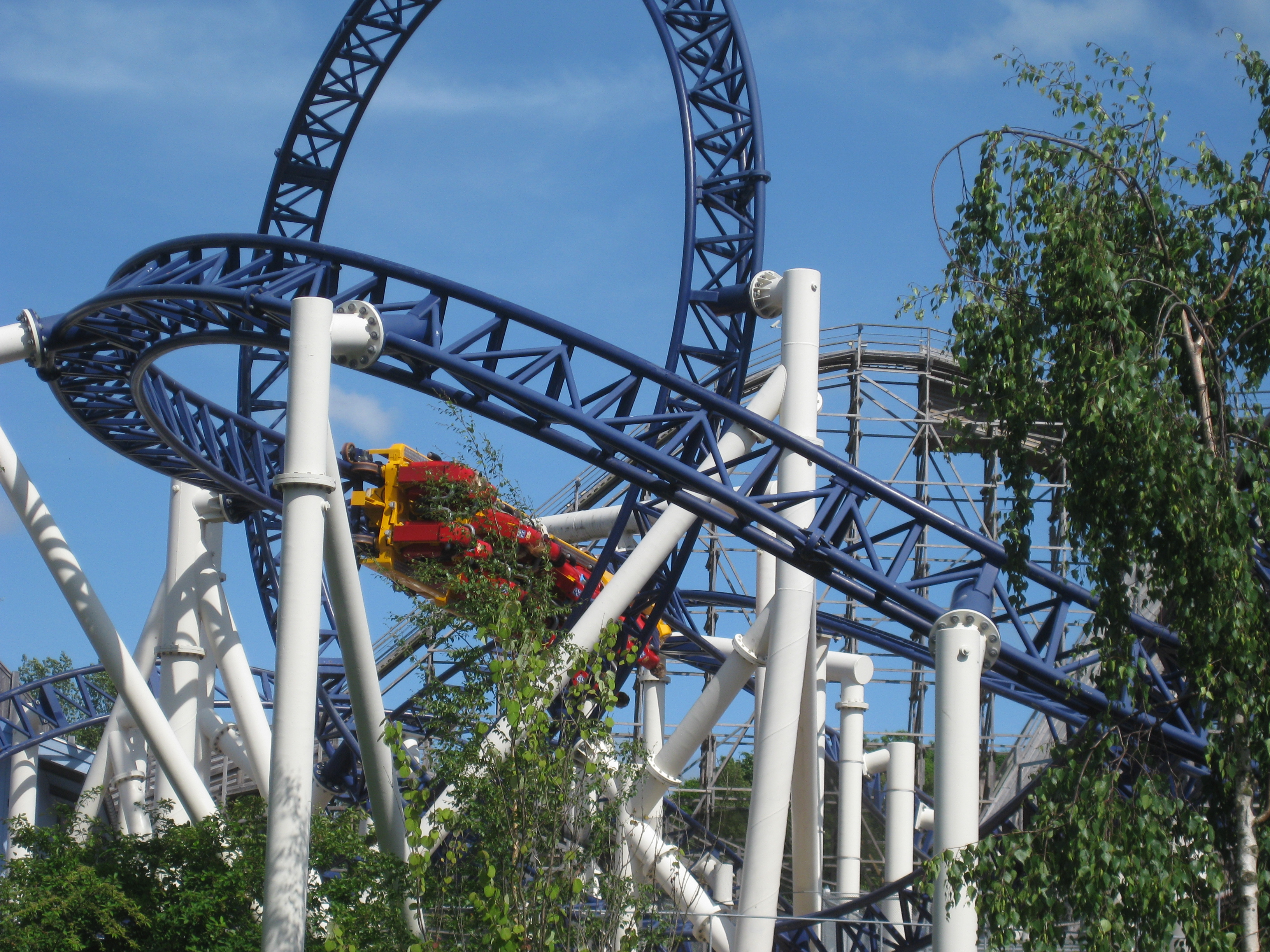
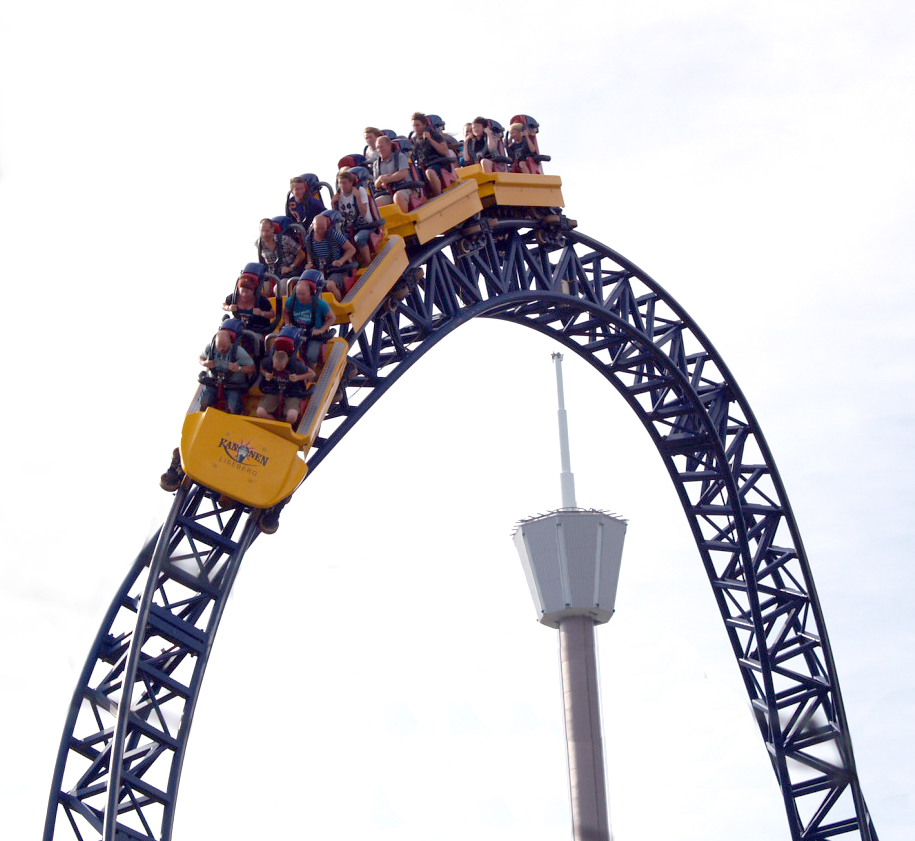
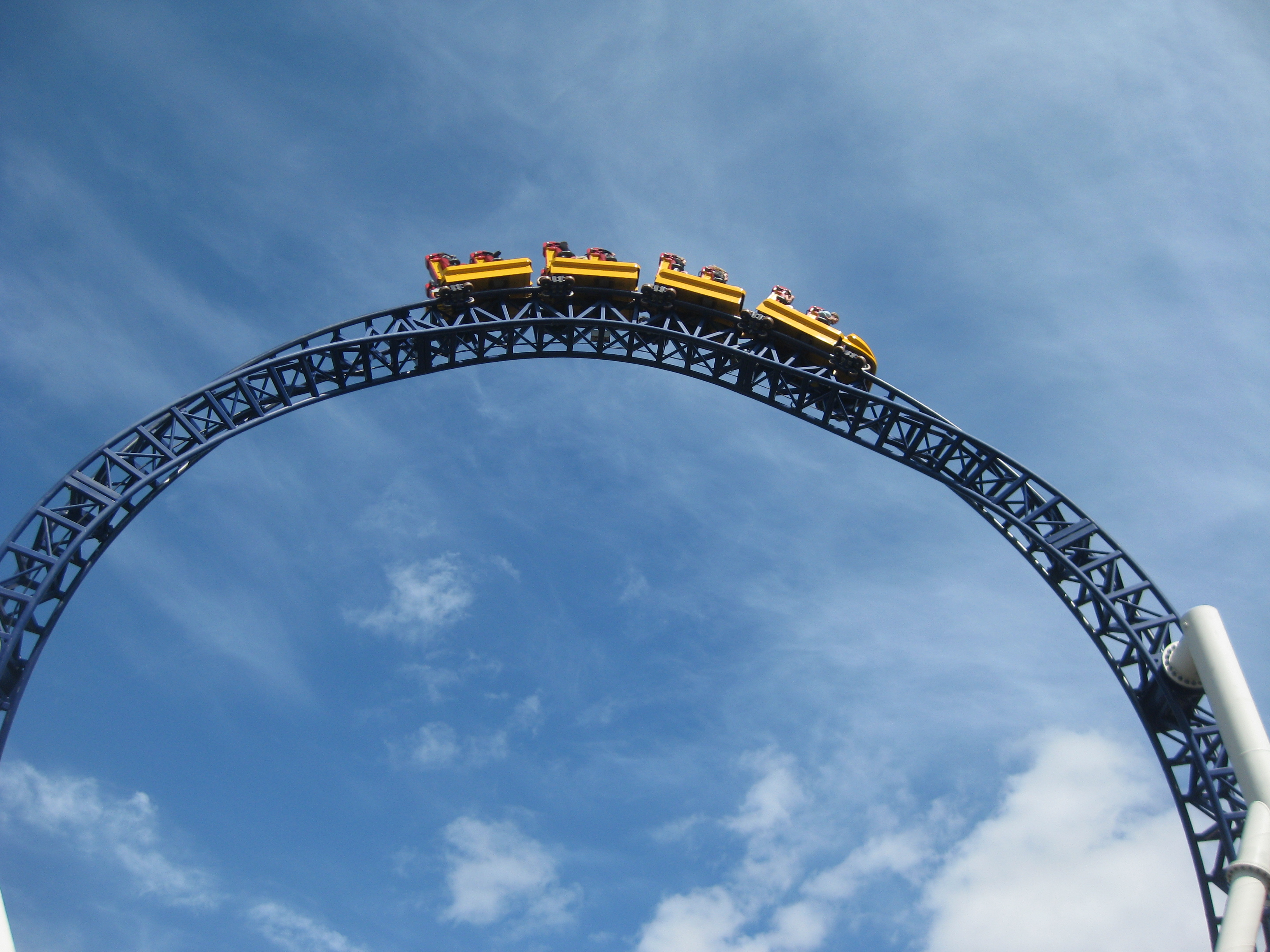
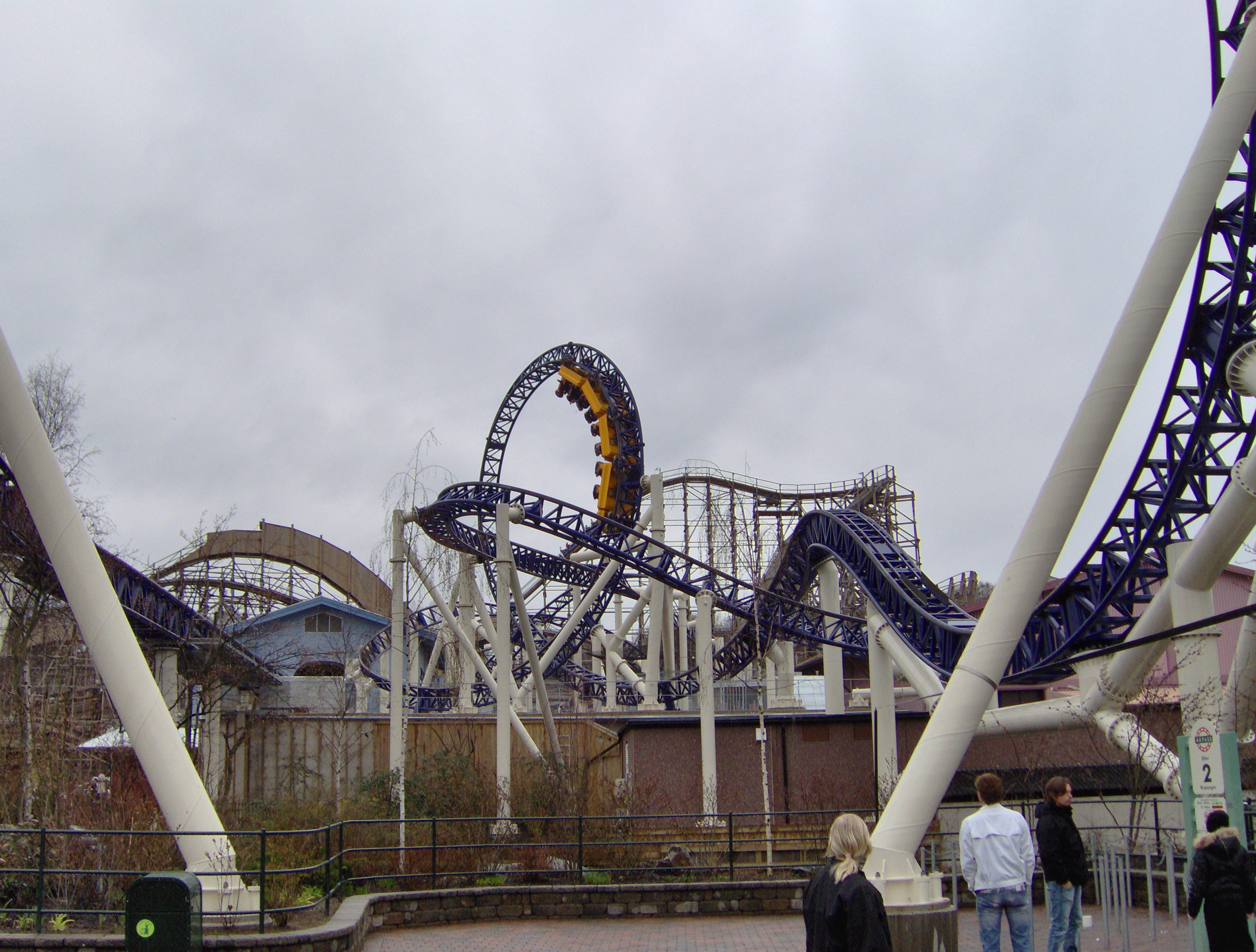